# Manoir des Beauvais
La manoir des Beauvais est un manoir situé place du manoir, au sud du centre-ville de la commune de Dol-de-Bretagne, dans le département français d'Ille-et-Vilaine, région Bretagne.

## Historique
La maison date des XIVe et XVe siècles et fait l’objet d’une inscription au titre des monuments historiques depuis le 4 février 1963.
L'édifice est actuellement utilisé comme maison des jeunes et de la culture du pays de Dol.

## Description et architecture
Maintenant situé dans l’agglomération de Dol-de-Bretagne, c'était à l'origine un manoir rural.
Le bâti est composé d'un logis principal avec deux ailes en retour. L’édifice a deux étages, un escalier extérieur mène au premier.